# Igor Shitov
Igor Sergeyevich Shitov (em bielorrusso: Ігар Сяргеевіч Шытаў, em russo: Игорь Серге́евич Шитов; Polatsk, 24 de outubro de 1986) é um futebolista profissional bielorrusso que joga como lateral-direito. Atualmente, joga no Dinamo Minsk.

## Carreira

### Clubes
Em 5 de julho de 2016, Shitov assinou um contrato de dois anos com o Astana.[carece de fontes?] Deixou o clube cazaque em 3 de julho de 2018, após o término do contrato.
Em 16 de julho de 2018, Shitov retornou ao Dinamo Minsk.

### Internacional
Shitov marcou o seu único gol internacional contra a Finlândia aos 47 minutos do 2º tempo, num jogo amistoso realizado em 2 de junho de 2008. O jogo terminou empatado em 1–1, depois de Toni Kallio ter marcado para o adversário dois minutos depois.

## Títulos

### BATE Borisov
- Vysshaya Liga: 2009, 2010, 2011
- Copa Bielorrussa: 2009–10
- Supercopa da Bielorrussa: 2011

### Astana
- Campeonato Cazaque de Futebol: 2016
- Supercopa do Cazaquistão: 2018